# Муки невинных
«Муки невинных» (итал. Non si sevizia un paperino дословно «Хватит терзать утёнка») — второй джалло фильм итальянского режиссёра Лучо Фульчи. Премьера состоялась 29 сентября 1972 года. Основой сюжета фильма послужили реальные события произошедшие в итальянском городе Битонто в 1971 году, где произошла серия убийств детей. Это последняя совместная работа Лучо Фульчи и Флоринды Болкан их предыдущий совместный фильм был «Ящерица под женской кожей».

## Сюжет
В маленькой деревеньке на юге Италии недалеко от автострады женщина выкапывает скелет младенца. Трое друзей, Бруно, Тонино и Микеле, выйдя из церкви, отправляются к заброшенному дому шпионить за двумя проститутками и их клиентами. Там они встречают Джузеппе Барру (Вито Пассери), местного умственно отсталого, который тоже наблюдает за уединившимися парочками. Дети начинают издеваться и смеяться над ним. Джузеппе клянётся их убить. В это же время неподалёку в горах таинственная женщина совершает обряды чёрной магии, протыкая иглами восковые фигурки кукол.
Мать Микеле (Розалия Маджо) работает гувернанткой в роскошном доме Патриции (Барбара Буше). Мальчик приносит хозяйке сок. Поднявшись к ней в комнату, Микеле видит Патрицию обнажённой. Мальчик заворожён увиденным. Вскоре после этого пропадает Бруно. Полиция начинает поиски мальчика, город полон журналистами, к делу подключается репортёр криминальной хроники Мартелли (Томас Милиан). Через несколько дней отец Бруно (Андреа Аурели) получает телефонный звонок от незнакомца с требованием выкупа в размере шести миллионов лир. Полиция организовывает засаду и задерживает Джузеппе на месте, где были оставлены деньги. В ходе допроса становится ясным, что мальчик мёртв. Джузеппе приводит полицию к телу Бруно, уверяя, что мальчика он нашёл уже мёртвым и хотел его просто похоронить.
На месте преступления также оказывается Альберто Авалон (Марк Порель), местный молодой священник. Джузеппе убеждён в своей невиновности, уверяя полицию, что он просто хотел получить денег. Жители деревни требуют наказать убийцу. Происходит очередное убийство, доказывающее невиновность Джузеппе. Тонино, друг Бруно, найден утопленным. Мартелли знакомится с Авалоном, который озабочен будущим деревенских детей. Священник пытается отвлечь своих воспитанников футболом от соблазнов окружающего мира.
К разговору подключается Патриция, в которой журналист узнаёт дочь богатого миланского строителя. Которую отец отправил в свой родной город, чтобы скрыть от скандала с наркотиками. Следующей ночью Микеле получает телефонный звонок. Собеседник приглашает мальчика на позднюю встречу. Мальчик тайком сбегает из дома. В то же время Патриция заканчивает телефонный разговор на заправке. Микеле обнаружен убитым. Полиция допрашивает Патрицию, девушка уверяет, что она всю ночь каталась на машине, нигде не останавливаясь.
На похоронах Микеле собирается вся деревня. Мать чувствует присутствие убийцы и начинает кричать. Из церкви сбегает женщина. На противоположной стороне от входа расположена камера. Полицию заинтересовало подозрительное поведение женщины, начинается её поиск. Полиция отправляется к дяде Франческо (Жорж Вильсон), местному колдуну, которого уважает вся деревня. Он опознаёт в подозреваемой Макьяру (Флоринда Болкан), местную жительницу, с которой Франческо жил некоторое время. Колдун не знает, где сейчас находиться Макьяра, и отправляет полицейских в лес. Сразу после этого к Франческо приходит Патриция.
Анонимный телефонный звонок, сделанный матерью священника (Ирен Папас), выдаёт расположение Макьяры полиции. Женщину арестовывают и доставляют в участок. В ходе допроса у Макьяры начинается припадок и она признаётся в убийстве детей. Причиной послужило то, что мальчики обнаружили могилу, где был захоронен общий ребёнок Макьяры и Франческо. Женщина уверяет, что убила мальчиков с помощью чёрной магии. Судья, получив показания, снимает с женщины все обвинения и требует её освобождения. Комиссар обеспокоен тем, что начавшиеся в городе волнения могут закончиться линчеванием Макьяры.
Отцы убитых мальчиков встречают Макьяру на кладбище, где жестоко избивают её палками и цепями. Обессиленная и избитая, Макьяра доползает до шоссе, где просит помощи. Все автомобили проезжают с безразличием мимо умирающей. В деревне Андреа и Патриция встречают маленькую девочку. Мальвина — сестра дона Альберто. Девочка с рождения глухонемая. Мальвина тащит с собой обезглавленную куклу. Марио отправляется в лес, один из друзей мальчика сообщает об этом священнику. Дон Альберто отправляется на поиски мальчика. Марио встречает Патрицию, которая застряла на дороге из-за пробитой шины. Мальчик хочет помочь девушке. Вскоре после этого Марио находят убитым с пробитой головой. Мартелли находит на месте преступления зажигалку Патриции и отправляется к ней.
Девушка признаётся журналисту что видела мальчика. Кроме того, в ночь одного из убийств она была в городе и звонила с заправки. Но она не сказала об этом полиции. Мартелли на одной из фотографий с места убийства обнаруживает оторванную игрушечную голову Дональда Дака. В ней он опознаёт игрушку, которую он видел в руках сестры священника. Патриция и Андреа отправляются искать пропавшую часть игрушки. Её они находят на свалке недалеко от дома дона Авалона. Оказывается, что, став свидетельницей убийства, девочка повторяла движения убийцы, душа куклы, срывая с них головы. Патриция и Андреа отправляются в дом священника. Там они встречают мать священника, строгую и ревностную католичку.
Вернувшись домой девушка и журналист получают телефонный звонок от священника. Он сообщает им, что его мать и сестра исчезли. Патриция и Мартелли отправляются на их поиск. Они находят женщину с девочкой в горах, кроме того, там они видят священника, который ведёт себя очень странно. Он выхватывает ребёнка из рук матери и отправляется к обрыву, чтобы сбросить Мальвину. Увидев Патрицию и журналиста, он сознаётся в убийствах. Он их совершал, чтобы оградить детей от соблазнов жизни и таким путём сохранить невинность детских душ. Андреа его останавливает. Начинается драка, в ходе которой священник сам срывается с обрыва.

## В ролях
- Флоринда Болкан — Макьяра
- Барбара Буше — Патриция
- Томас Милиан — Андреа Мартелли
- Ирен Папас — дона Аурелия Авалон
- Марк Порель — дон Альберто Авалон
- Жорж Вильсон — дядя Франческо
- Антонелло Камподифьори — лейтенант
- Уго Д’Алессио — капитан Модести
- Вирджилио Гаццоло — комиссар полиции
- Вито Пассери — Джузеппе Барра
- Розалия Маджо — мать Микеле
- Франко Бальдуччи — отец Микеле
- Линда Сини — мать Бруно
- Андреа Аурели — отец Бруно

## Съёмочная группа
- Лучо Фульчи — режиссёр, сюжет, сценарий
- Роберто Джаватини — сюжет, сценарий
- Джанфранко Клеричи — сценарий
- Риц Ортолани — композитор
- Ренато Джабони — исполнительный продюсер
- Серджо Д’Оффици — оператор
- Пьер Луиджи Басиле — художник-постановщик
- Мариза Крими — художник по костюмам
- Орнелла Микели — монтаж

## Художественные особенности
Лучо Фульчи усиливает шоковый эффект джалло заменяя привычных девушек-жертв детьми. Он использует популярный жанр для критики глухой провинции, с её узколобостью, религиозностью и суевериями. Режиссёр убеждён, что благостная сельская жизнь с её походами в церковь и верой в традиции может быть основой для самых омерзительных поступков. Убийцами могут оказаться не только психопаты-маньяки, но и благополучные жители. А церковь и религия может подпитывать жестокость, невежество и нетерпимость. Католической церкви сюжет фильма очень не понравился и поэтому картина получила узкий европейский прокат, собрав 1,1 млрд. итальянских лир.